# Pagode des Yan’en-Tempels
Die Pagode des Yan’en-Tempels (chinesisch 延恩寺塔, Pinyin Yán’ēn sì tǎ) ist eine buddhistische Pagode aus der Zeit der Ming-Dynastie im Stadtbezirk Kongtong der Stadt Pingliang in der nordwestchinesischen Provinz Gansu. Das siebengeschossige achteckige im Turmstil errichtete Bauwerk ist aus Hohlziegelsteinen erbaut. Es hat eine Höhe von 33,3 m.
Die Pagode des Yan’en-Tempels steht seit 2006 auf der Liste der Denkmäler der Volksrepublik China (6-803).